# 王夢潔
王 夢潔（おう むけつ、簡体中国語: 王梦洁、ラテン文字転写: Wang Mengjie、1995年11月14日 - ）は、中華人民共和国の女子バレーボール選手である。ポジションはリベロ。中華人民共和国代表。

## 来歴
- クラブチーム

山東省済南市出身。2013年、山东女排へ入団し、3年間プレーした。2016年、四川女排へ移籍し、2016/17シーズンの中国スーパーリーグでは4位となった。2017年、北京汽车排球俱樂部へ移籍し2年間プレーした。2019年、再び山东女排へ移籍し、2020/21シーズンの中国スーパーリーグではベストリベロ賞を受賞した。2024年、北京汽车排球俱樂部へ移籍した。
- 代表チーム

アンダーカテゴリーの代表として2013年、U-20世界選手権に出場し金メダルを獲得。同年のモントルーバレーマスターズではベストリベロ賞を受賞した。2015年、シニア代表に初選出され、同年8-9月のワールドカップで金メダルを獲得した。2017年、グラチャンで金メダルを獲得した。2018年からは代表の正リベロに定着し、同年6-7月のネーションズリーグと世界選手権では銅メダルを獲得した。2019年、ワールドカップでは金メダルを獲得し、自身はベストリベロ賞を受賞した。2021年、東京五輪に出場した。2022年、9-10月開催の世界選手権に出場した。2023年、ネーションズリーグで銀メダルを獲得した。同年9月の杭州アジア競技大会で金メダルを獲得した。2024年、パリ五輪に出場した。

## 球歴
- オリンピック - 2021年、2024年
- 世界選手権 - 2018年、2022年
- ワールドカップ - 2015年、2019年
- オリンピック予選 - 2023年
- グラチャン - 2017年
- ワールドグランプリ - 2015年、2017年
- ネーションズリーグ - 2018年、2019年、2021年、2022年、2023年、2024年

## 受賞歴
- 2013年　モントルーバレーマスターズ　ベストリベロ賞
- 2019年　ワールドカップ  ベストリベロ賞
- 2021年　2020/21中国スーパーリーグ　ベストリベロ賞

## 所属クラブ
- 山东女排（2013-2016年）
- 四川女排（2016-2017年）
- 北京汽车排球俱樂部（2017-2019年）
- 山东女排（2019-2024年）
- 北京汽车排球俱樂部（2024-）